# Нисия, Момидзи
Момидзи Нисия (яп. 西矢椛, род. 30 августа 2007) — японская скейтбордистка, чемпионка Олимпийских игр 2020 в женских соревнованиях по скейтбордингу в дисциплине «стрит».

## Карьера
Нисия участвовала во Всемирных экстремальных играх 2019 года в соревнованиях по стрит-скейтбордингу, где набрала 90,00 баллов и выиграла серебряную медаль.
На чемпионате мира по уличному скейтбордингу 2021 года Нисия также завоевала серебряную медаль, набрав 14,17 балла.
На летних Олимпийских играх 2020 в Токио Нисия с результатом 15,26 балла выиграла первую в истории Олимпийских игр золотую медаль в женских соревнованиях в дисциплине «стрит». В возрасте 13 лет и 330 дней она стала самым молодым олимпийским чемпионом Японии и третьим самым молодым золотым медалистом в истории Олимпиад.